# یان بو کین
یان بو کین (انگلیسی: Yann Boé-Kane؛ زادهٔ ۵ آوریل ۱۹۹۱) بازیکن فوتبال اهل فرانسه است.
از باشگاه‌هایی که در آن بازی کرده‌است می‌توان به باشگاه فوتبال ونس، باشگاه فوتبال آسترا جورجو، باشگاه فوتبال اوسر، باشگاه فوتبال لو مان، باشگاه فوتبال آژاکسیو، و باشگاه فوتبال ستاره سرخ اشاره کرد.